# Reyhanlı
Reyhanlı là một huyện thuộc tỉnh Hatay, Thổ Nhĩ Kỳ. Huyện có diện tích 410 km² và dân số thời điểm năm 2007 là 82391 người, mật độ 201 người/km².